# Ovington (Norfolk)
Pour les articles homonymes, voir Ovington.
Ovington est une paroisse civile et un village du Norfolk, en Angleterre.